# Hedwig Sievert

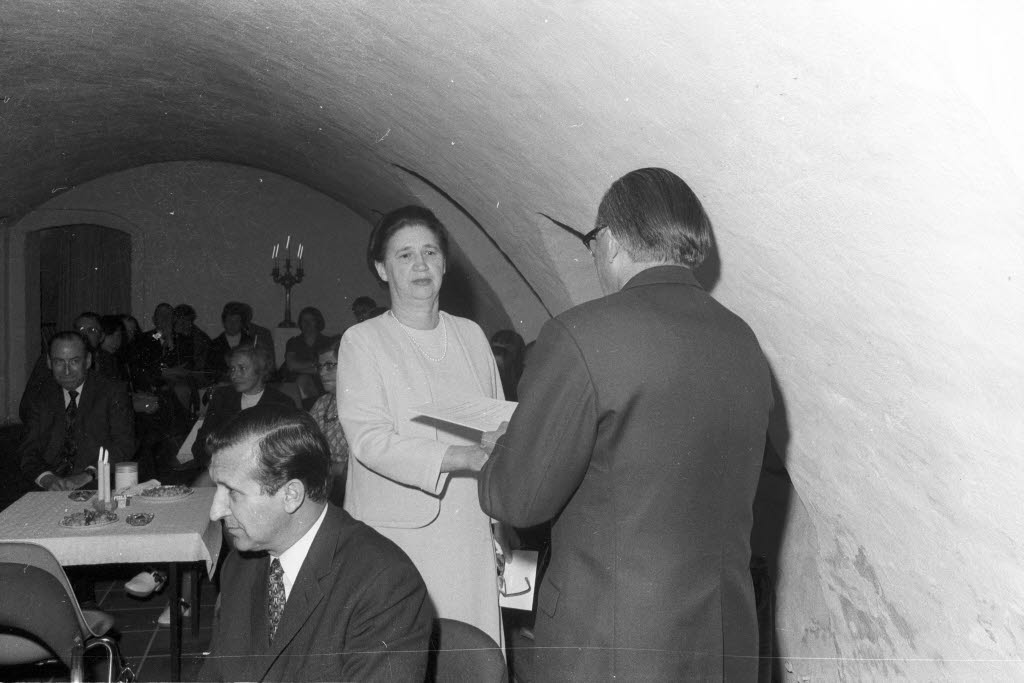
Abschiedsfeier für Hedwig Sievert im Warleberger Hof (1972). Kulturdezernent Herbert Wollschläger überreicht ihr eine Urkunde. Vorn Günther Bantzer.

Hedwig Sievert (* 7. Mai 1907 in Kiel; † 20. Januar 1980 ebenda) war eine deutsche Archivarin und Historikerin. Von 1939 bis 1972 leitete sie das Stadtarchiv Kiel.

## Leben
Hedwig Sievert kam 1907 in Kiel zur Welt, wo ihr Vater August Sievert als Lehrer und später Rektor einer Mittelschule arbeitete. Bis 1927 besuchte sie die Ricarda-Huch-Schule in ihrer Geburtsstadt. Anschließend studierte sie zunächst Geschichte, Germanistik und Geografie, dann ab dem zweiten Semester Rechtswissenschaften an den Universitäten Kiel und Heidelberg. 1931 absolvierte sie das Referendarexamen, wurde jedoch in der Zeit des Nationalsozialismus als Frau nicht zum juristischen Staatsdienst zugelassen. Stattdessen war sie in der Sozialfürsorge (u. a. Abendroth-Haus) tätig. 1936 wurde sie Assistentin von Eugen Wohlhaupter am Institut für Rechtsgeschichte der Universität Kiel und dort 1939 zum Dr. jur. promoviert. Ihre Dissertation behandelte das Thema „Die Kieler Burspraken. Mittelalterliches Leben im Spiegel alter Kieler Polizeiordnungen“.
Sievert absolvierte eine praktische Ausbildung im Staatsarchiv Kiel, bevor sie am 1. Dezember 1939 zur Leiterin des Stadtarchivs Kiel ernannt wurde. Damit trat sie die Nachfolge von Franz Gundlach (1871–1941) an, der bereits 1933 aus dem Archiv ausgeschieden war. Sie setzte Gundlachs Arbeit fort, indem sie die Signierung der von ihm geordneten Bibliothekbände durchführte. Außerdem begann sie mit familiengeschichtlichen Forschungen.
Aufgrund der häufigen Luftangriffe auf Kiel während des Zweiten Weltkriegs entwickelte sich bald der Schutz der Archivalien vor Zerstörung zu einer ihrer wichtigsten Aufgaben. Fast die Hälfte der Unterlagen ließ sie nach Putlitz, Dresden, Schloss Glücksburg, ein Bergwerk bei Heilbronn, in einen Kieler Bunker und auf das Gut Schönweide im Kreis Plön transportieren. Während jedoch die im Rathausturm verbliebenen Bestände weitgehend erhalten blieben, gab es unter den ausgelagerten Archivalien hohe Verluste. Insbesondere die Rückführung aus Putlitz erwies sich als schwierig, da die Archivalien auf einen Müllabfuhrplatz gebracht und dort von einem Mann in Besitz genommen wurden, der immer wieder neue Entschädigungsforderungen stellte. Letztlich konnte Sievert rund die Hälfte der Urkunden und zwei Drittel der Handschriften, Zunftakten und Protokolle aus Putlitz wieder dem Archiv zuführen. Zu den schwerwiegendsten Verlusten gehörte der wertvolle Kieler Kodex lübischen Rechts, welcher sich ab 1946 als Kriegsbeute in der Sowjetunion befand und erst 2003 im Zuge der Rückgabe von Kulturgütern aus der Republik Armenien wieder ins Stadtarchiv Kiel gelangte. Nach Dresden ausgelagerte Archivalien kamen 1987 im Rahmen einer Vereinbarung mit der DDR über den Austausch kriegsbedingt verlagerter Kulturgüter zurück nach Kiel.
Sievert erhielt 1955 den Titel einer Archivrätin. Ab 1965 wurde ihre Position als Stadtarchivdirektorin bezeichnet. 1972 ging sie in den Ruhestand.
Als Historikerin beschäftigte sich Sievert hauptsächlich mit der Kieler Stadt- und Rechtsgeschichte. Von 1947 bis 1973 war sie Herausgeberin der Mitteilungen der Gesellschaft für Kieler Stadtgeschichte. Zudem war sie von 1978 bis 1980 Schriftleiterin des Familienkundlichen Jahrbuchs für Schleswig-Holstein. Sie veröffentlichte Bildbände sowie Aufsätze über die Geschichte und Gegenwart Kiels. Auch hielt sie häufig Vorträge und lehrte an der Volkshochschule Kiel.
Sievert starb nach längerer Krankheit im Alter von 72 Jahren in Kiel.

## Veröffentlichungen (Auswahl)
- Die Kieler Burspraken. Mittelalterliches Leben im Spiegel alter Kieler Polizeiordnungen. Ferdinand Hirt, Kiel 1953.
- Eine Kielerin am Schicksalsweg Napoleons. Mühlau, Kiel 1961.
- 550 Jahre Grosse Grüne Schützengilde in Kiel. Gesellschaft für Kieler Stadtgeschichte, Kiel 1962.
- Kiel einst und jetzt: Vom Kanal bis zur Schwentine. Mühlau, Kiel 1964.
- Kieler Ereignisse in Bild und Wort. Mühlau, Kiel 1973.
- Kiel einst und jetzt: die Altstadt. 4. Auflage. Mühlau, Kiel 1975.
- Kiel in alten Ansichtskarten. Flechsig, Frankfurt 1977, ISBN 3-88189-012-2.